# شجاع فارسی
شجاع فارسی خطاط و کاتب سده دهم هجری قمری است. از آثار وی یک نسخه دیوان حسن دهلوی، به قلم کتابت متوسط، در تاریخ ۹۳۹ قمری در کتابخانه سلطنتی به جا مانده است.